# Copa Federación de la India
La Copa Federación o Copa de la India, está organizada por la Federación de Fútbol de la India. Esta competición fundada en 1977 fue hasta la creación de la I-League en 1997 (entonces llamada Liga Nacional) la más prestigiosa competición nacional de clubes de fútbol en la India hasta su desaparición en 2017 para ser reemplazada por la Super Copa India.
El club ganador de la Copa Federación obtenía la clasificación a la Copa de la AFC.

## Palmarés
| Temporada      | Campeón                   | Resultado         | Finalista                 | Sede de la final                |
| -------------- | ------------------------- | ----------------- | ------------------------- | ------------------------------- |
| 1977           | ITI Bangalore             | 1 - 0             | Mohun Bagan               | Ernakulam                       |
| 1978           | East Bengal & Mohun Bagan | 0 - 0, 0 - 0      | ----------                | Coimbatore                      |
| 1979           | BSF Border Security Force | 2 - 2, 3 - 0      | Mafatlal Mills            | Guwahati                        |
| 1980           | East Bengal & Mohun Bagan | 1 - 1             | ----------                | Calcuta                         |
| 1981           | Mohun Bagan               | 2 - 0             | Mohammedan SC             | Coimbatore                      |
| 1982           | Mohun Bagan               | 1 - 0             | Mafatlal Mills            | Kozhikode                       |
| 1983           | Mohammedan SC             | 0 - 0, 2 - 0      | Mohun Bagan               | Kannur                          |
| 1984           | Mohammedan SC             | 1 - 0             | East Bengal               | Tiruchirappalli                 |
| 1985           | East Bengal               | 1 - 0             | Mohun Bagan               | Bangalore                       |
| 1986           | Mohun Bagan               | 0 - 0 (5-4 pen.)  | East Bengal               | Srinagar                        |
| 1987           | Mohun Bagan               | 2 - 0             | Salgaocar SC              | Cuttack                         |
| 1988           | Salgaocar SC              | 1 - 0             | BSF Border Security Force | Delhi                           |
| 1989           | Salgaocar SC              | 2 - 0             | Mohammedan SC             | Coimbatore                      |
| 1990           | Kerala Police             | 2 - 1             | Salgaocar SC              | Thrissur                        |
| 1991           | Kerala Police             | 2 - 1             | Mahindra United           | Kannur                          |
| 1992           | Mohun Bagan               | 2 - 0             | East Bengal               | Calcuta                         |
| 1993           | Mohun Bagan               | 1 - 0             | Mahindra United           | Kozhikode                       |
| 1994           | Mohun Bagan               | 0 - 0 (3-0 pen.)  | Salgaocar SC              | Margao                          |
| 1995           | JCT Mills                 | 1 - 1 (7-6 pen.)  | East Bengal               | Calcuta                         |
| 1996 (Jan)     | JCT Mills                 | 1 - 1 (5-3 pen.)  | East Bengal               | Kannur                          |
| 1996 (Jul/Aug) | East Bengal               | 2 - 1             | Dempo SC                  | Calcuta                         |
| 1997           | Salgaocar SC              | 2 - 1             | East Bengal               | Calcuta                         |
| 1998           | Mohun Bagan               | 2 - 1             | East Bengal               | Calcuta                         |
| 1999           | Copa no disputada         | Copa no disputada | Copa no disputada         | Copa no disputada               |
| 2000           | Copa no disputada         | Copa no disputada | Copa no disputada         | Copa no disputada               |
| 2001           | Mohun Bagan               | 2 - 0             | Dempo SC                  | Chennai                         |
| 2002           | Copa no disputada         | Copa no disputada | Copa no disputada         | Copa no disputada               |
| 2003           | Mahindra United           | 1 - 0             | Mohammedan SC             | Calcuta                         |
| 2004           | Dempo SC                  | 2 - 0             | Mohun Bagan               | Bangalore                       |
| 2005           | Mahindra United           | 1 - 1, 1 - 0      | Sporting Clube de Goa     | Goa                             |
| 2006           | Mohun Bagan               | 1 - 1 (3-1 pen.)  | Sporting Clube de Goa     | Calcuta                         |
| 2007           | East Bengal               | 2 - 1             | Mahindra United           | Ludhiāna                        |
| 2008           | Mohun Bagan               | 1 - 0             | Dempo SC                  | Yuva Bharati Krirangan, Calcuta |
| 2009           | East Bengal               | 0 - 0 (3-0 pen.)  | Shillong Lajong FC        | Estadio Indira Gandhi, Guwahati |
| 2009-10        | East Bengal               | 1 - 0             | Mohun Bagan               | Estadio Barabati, Cuttack       |
| 2011           | Salgaocar SC              | 3 - 1             | East Bengal               | Yuva Bharati Krirangan, Calcuta |
| 2012           | East Bengal               | 3 - 2             | Dempo SC                  | Estadio Kanchenjunga, Siliguri  |
| 2013-14        | Churchill Brothers        | 3 - 1             | Sporting Clube de Goa     | Estadio Jawaharlal Nehru, Kochi |
| 2014-15        | Bengaluru FC              | 2 - 1             | Dempo SC                  | Estadio Fatorda, Goa            |
| 2015-16        | Mohun Bagan               | 5 - 0             | Aizawl FC                 | Estadio Indira Gandhi, Guwahati |
| 2016-17        | Bengaluru FC              | 2 - 0             | Mohun Bagan               | Estadio Barabati, Cuttack       |

## Títulos por club
| Club                        | Campeón | 2° | Años campeón                                                                       |
| --------------------------- | ------- | -- | ---------------------------------------------------------------------------------- |
| Mohun Bagan                 | 14      | 6  | 1978, 1980, 1981, 1982, 1986, 1987, 1992, 1993, 1994, 1998, 2001, 2006, 2008, 2016 |
| East Bengal                 | 8       | 8  | 1978, 1980, 1985, 1996b, 2007, 2009, 2010, 2012                                    |
| Salgaocar SC                | 4       | 3  | 1988, 1989, 1997, 2011                                                             |
| Mohammedan SC               | 2       | 3  | 1983, 1984                                                                         |
| Mahindra United             | 2       | 3  | 2003, 2005                                                                         |
| Kerala Police               | 2       | -  | 1990, 1991                                                                         |
| JCT Mills                   | 2       | -  | 1995, 1996                                                                         |
| Bengaluru FC                | 2       | -  | 2015, 2017                                                                         |
| Dempo SC                    | 1       | 5  | 2004                                                                               |
| BSF (Border Security Force) | 1       | 1  | 1979                                                                               |
| ITI Bangalore               | 1       | -  | 1977                                                                               |
| Churchill Brothers          | 1       | -  | 2014                                                                               |
| Sporting Clube de Goa       | -       | 3  | ---                                                                                |
| Mafatlal Mills              | -       | 2  | ---                                                                                |
| Shillong Lajong FC          | -       | 1  | ---                                                                                |
| Aizawl FC                   | -       | 1  | ---                                                                                |